# Giancarlo Pistorello
Giancarlo Pistorello (Milano, 31 marzo 1932) è un ex calciatore italiano, di ruolo centrocampista.

## Carriera
Mediano dotato di una buona altezza, esordì nel Milan, squadra con cui vinse due Tornei di Viareggio e con cui debuttò in Serie A nella stagione 1952-1953. Dopo due stagioni e 6 presenze, nel 1954 passò al Monza, con cui disputò tre campionati di Serie B per un totale di 81 presenze e 9 reti.
Fece ritorno in massima serie nel 1957-1958, quando la dirigenza biancorossa lo volle inserire nella trattativa che riportò Carlo Tagnin all'Alessandria. Rimase in grigio per due stagioni dapprima come riserva di Cirano Snidero e Antonio Marcellini e successivamente, dopo la cessione del secondo alla Roma, partendo più frequentemente da titolare. Chiuse l'esperienza all'Alessandria con 4 gol in 32 apparizioni.
Nel 1959 passò al Genoa, che retrocesse in Serie B al termine della stagione in cui Pistorello giocò 16 partite di campionato.
Pistorello chiuse poi la sua carriera nella serie minori, con Reggina (una presenza nel 1960-1961), Rizzoli Milano e Nibbiano, formazione piacentina di Terza Categoria.

## Palmarès

### Giocatore
- Torneo di Viareggio: 2

Milan: 1952, 1953